# Nuncios Lopp
Nuncios Lopp är ett årligt travlopp för 3-åriga och äldre varmblodstravare som körs på Solvalla i Stockholm. Loppet körs sedan 2021 över medeldistans (2140 meter) med autostart (bilstart). Loppets första pris är 100 000 kronor.
Loppet är uppkallat efter Solvalla-stjärnan Nuncio som är en av Sveriges främsta travhästar genom tiderna.

## Vinnare
| År   | Häst               | Kusk            | Tränare            | Odds | Tid    | Distans | Tvåa               | Trea            |
| ---- | ------------------ | --------------- | ------------------ | ---- | ------ | ------- | ------------------ | --------------- |
| 2024 | Mellby Jinx        | Björn Goop      | Daniel Wäjersten   | 2,75 | 1.11,8 | 2140 m  | Milliondollarrhyme | Don Fanucci Zet |
| 2023 | Very Kronos        | Erik Adielsson  | Svante Båth        | 2,44 | 1.12,9 | 2140 m  | Brambling          | Click Bait      |
| 2022 | Milliondollarrhyme | Ulf Ohlsson     | Fredrik B. Larsson | 5,38 | 1.13,0 | 2140 m  | Missle Hill        | Majestic Man    |
| 2021 | Sorbet             | Örjan Kihlström | Daniel Redén       | 2,13 | 1.12,9 | 2140 m  | Milligan's School  | Forfantone Am   |
| 2020 | Disco Volante      | Ulf Ohlsson     | Stefan Melander    | 3,32 | 1.10,9 | 1640 m  | Star Advisor Joli  | Nimbus C.D.     |